# San Andrés Tenejapan
San Andrés Tenejapan là một đô thị thuộc bang Veracruz, México. Năm 2005, dân số của đô thị này là 2488 người.